# Super Seria 2007: Viking Power Challenge
Super Seria 2007: Viking Power Challenge – indywidualne, trzecie i ostatnie w 2007 r. zawody siłaczy z cyklu Super Serii.
Data: 7 lipca 2007

Miejsce: Hotel Storefjell, okręg Buskerud  Norwegia
WYNIKI ZAWODÓW:
| Miejsce | Zawodnik             | Kraj              | Punkty |
| ------- | -------------------- | ----------------- | ------ |
| 1.      | Mariusz Pudzianowski | Polska            | 72,5   |
| 2.      | Jarosław Dymek       | Polska            | 67     |
| 3.      | Magnus Samuelsson    | Szwecja           | 66     |
| 4.      | Terry Hollands       | Anglia            | 63     |
| 5.      | Janne Virtanen       | Finlandia         | 59     |
| 6.      | Karl Gillingham      | Stany Zjednoczone | 55     |
| 7.      | Espen Aune           | Norwegia          | 28,5   |
| 8.      | Richard Skog         | Norwegia          | 27     |
| 9.      | Mark Felix           | Anglia            | 9      |
| 9.      | Rene Minkwitz        | Dania             | 8,5    |
| 11.     | Boris Haraldsson     | Islandia          | 7      |
| 12.     | Odd Haugen           | Norwegia          | 6,5    |

Czterech najlepszych zawodników zakwalifikowało się do indywidualnych Mistrzostw Świata Strongman 2007.